# 4-Heptanol
4-Heptanol ist eine chemische Verbindung aus der Gruppe der Alkohole. Neben dem 4-Heptanol existieren weitere Isomere, zum Beispiel das 1-Heptanol, 2-Heptanol und 3-Heptanol. Es gibt insgesamt 39 Heptanole, die konstitutionsisomer zueinander sind.

## Eigenschaften
4-Heptanol ist eine gelbliche entzündbare Flüssigkeit, die praktisch unlöslich in Wasser ist.

## Sicherheitshinweise
Die Dämpfe von 4-Heptanol können mit Luft ein explosionsfähiges Gemisch (Flammpunkt 54 °C, Zündtemperatur 295 °C) bilden.